# T.O.P
Choi Seung-hyun, znany powszechnie jako T.O.P (kor. 최승현; ur. 4 listopada 1987 w Seulu) – południowokoreański raper, piosenkarz, autor tekstów i aktor. 

## Kariera
T.O.P zyskał sławę w 2006 roku jako jeden z dwóch raperów z południowokoreańskiego zespołu Big Bang. Założona przez YG Entertainment grupa stała się jedną z najbardziej dochodowych grup wszech czasów w Azji i jednym z najlepiej sprzedających się boysbandów na świecie. W 2010 roku, podczas przerwy w aktywności grupy, T.O.P i G-Dragon utworzyli duet w celu nagrania i wydania albumu GD & TOP. Jako solowy raper wydał dwa cyfrowe single "Turn It Up" (2010) i "Doom Dada" (2013), które uplasowały się odpowiednio na drugiej i czwartej pozycji listy Gaon Digital Chart.
T.O.P rozszerzył swoją karierę o aktorstwo, debiutując w koreańskim serialu I am Sam (2007) i Irys (2009), a także w filmie 19-Nineteen (2009). Zagrał także w filmach Iris the Movie i 71 w ogień, za który otrzymał m.in. nagrodę dla najlepszego nowego aktora podczas 31. Blue Dragon Film Awards. 
W 2024 zagrał rolę Thanosa w drugim sezonie serialu Netflixa Squid Game.

## Dyskografia

### GD & TOP
- GD & TOP (2010)

### Solo
Albumy
- GD & TOP (2010)

Single
- "Turn It Up" (2010)
- "Doom Dada" (2013)

## Filmografia

### Filmy
| Rok  | Tytuł                               | Rola                          |
| ---- | ----------------------------------- | ----------------------------- |
| 2009 | 19-Nineteen                         | Seo Jeong-hun                 |
| 2010 | 71 w ogień                          | Oh Jang-beom                  |
| 2011 | Iris the Movie                      | Vick                          |
| 2013 | Dong-chang-saeng                    | Lee Myeong-hoon / Kang Dae-ho |
| 2014 | Kanciarz: Ukryta karta              | Ham Dae-gil                   |
| 2016 | Big Bang Made (dokumentalny)        | on sam                        |
| 2018 | Out of Control (chn. 失控·幽靈飛車) | Tom Young                     |

### Seriale
| Rok  | Tytuł          | Rola                        |
| ---- | -------------- | --------------------------- |
| 2007 | I am Sam       | Chae Mu-sin                 |
| 2009 | Irys           | Vick                        |
| 2010 | Haru           | T.O.P                       |
| 2015 | Secret Message | Woo-hyun                    |
| 2024 | Squid game     | Choi Su-bong / Thanos (230) |